# 셴체르네이

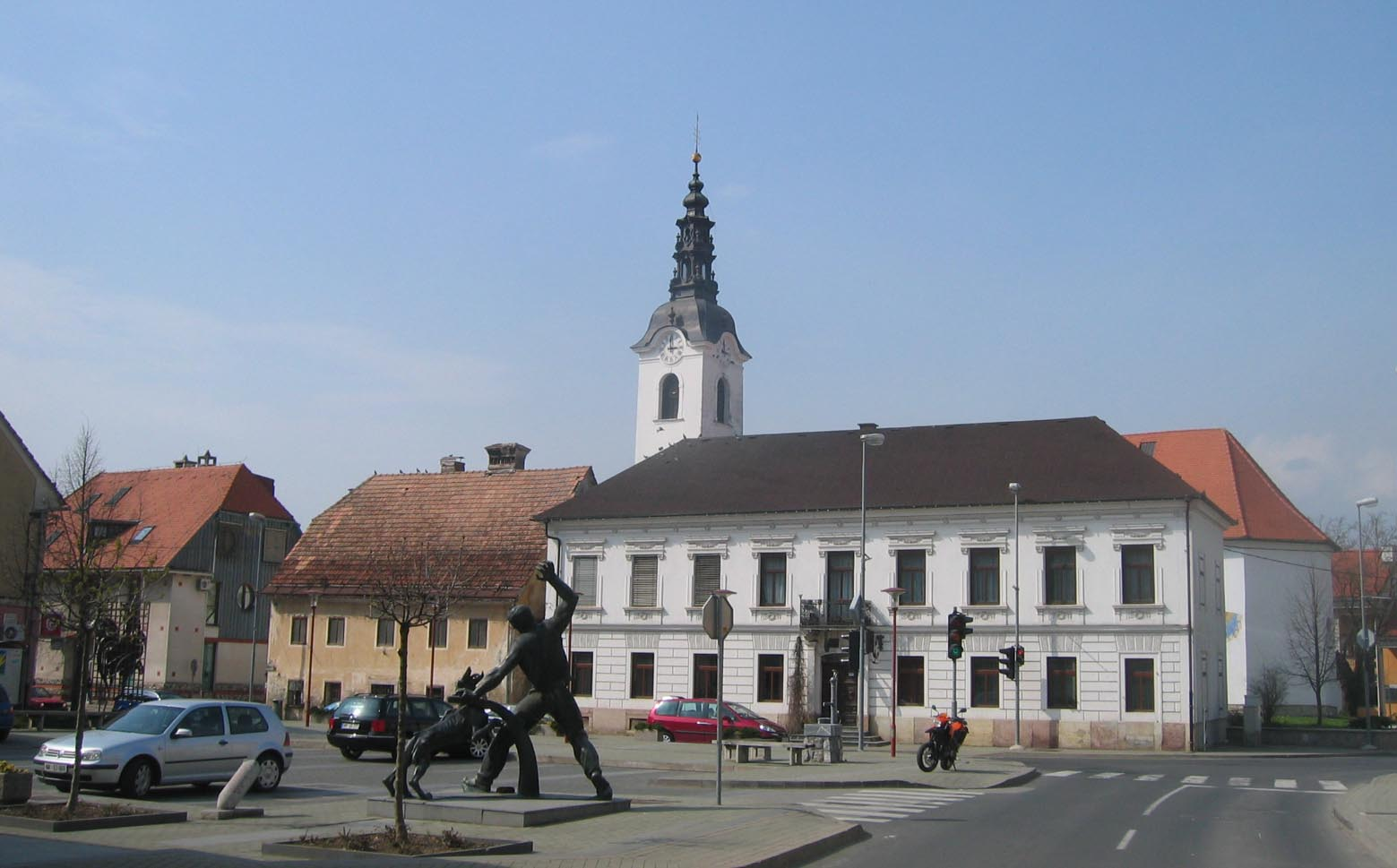
셴체르네이

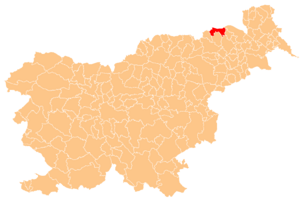
셴체르네이의 위치

셴체르네이(슬로베니아어: Šentjernej)는 슬로베니아의 도시로 면적은 96.0km2, 인구는 6,583명(2002년 기준), 인구 밀도는 68.6명/km2이다.